# 中国武术博物馆
中国武术博物馆位于上海市杨浦区长海路399号，在上海体育学院内，是世界首家展示武术历史和文化的博物馆。

## 场馆介绍
博物馆建筑面积2000平方米，于2007年11月10日起对外开放，分为拳械厅、历史厅、临时展览厅，另有3D影院和多媒体互动区域。博物馆有藏品2000多件，展出500件，包括富有神秘色彩的100多本武林秘籍、先秦的青铜兵器、唐代武士俑、清朝兵器等。

## 参观信息
- 开放时间：周三 13:00－16:00，周六9:00－16:00。
- 公共交通：公交61、537、538、817、758、842、854、942路。